# Kościół Matki Boskiej Miłosierdzia w Nowej Pasłęce
Kościół pw. Matki Boskiej Miłosierdzia w Nowej Pasłęce – rzymskokatolicki zabytkowy kościół w Nowej Pasłęce, jest kościołem filialnym należącym do parafii Świętego Krzyża w Braniewie.
Kościół został budowany w 1924–1926 staraniem kanonika warmińskiego Eugena Brachvogla; neobarokowy, konsekrowany w 1926. Wystrój wnętrza z 1926 z wtórnym użyciem elementów zabytkowych pochodzących, dzięki zbiórce, z różnych kościołów diecezji. Kościół został wpisany 6 października 1993 do rejestru zabytków pod poz. 309/93. 
Informacje opisujące historię i powstanie świątyni w Nowej Pasłęce zamieszczone w tablicy informacyjnej znajdującej się w kruchcie kościoła Matki Bożej Miłosierdzia w Nowej Pasłęce: 

Katolicka ludność Nowej Pasłęki dotkliwie odczuwała brak własnego kościoła. Temu brakowi postanowiono zaradzić. 16 VII 1925 r. powołano Katolicki Komitet Obywatelski Budowy Kościoła. Inspiratorem i przewodniczącym Komitetu był Andrzej Koskowski z Ostrołuku /ur. 30 XI 1844, zm. 27 X 1926/. W ciągu jednego dnia 80 rodzin katolickich z Nowej Pasłęki złożyło 6 tys.marek, czyli połowę kosztów budowy kościoła, a dorośli sami wznosili mury kościoła 17 x 19 m wg planów arch. Kuhniga. W międzyczasie ks. Brachvogel objeżdżał okoliczne plebanie i kościoły, ściągał ze strychów stare rzeźby i sprzęty liturgiczne, aby ułatwić urządzanie wnętrza budującego się kościoła. 18 IX 1926 r. ukończono budowę kościoła i oddano go do użytku. 10 X 1926 r. ks. archiprezbiter Schulz z Braniewa w otoczeniu licznych kapłanów i gości poświęcił nowy kościół pod wezwaniem Matki Bożej Miłosiernej, a ks. prof. dr Świtalski z Seminarium Braniewskiego wygłosił kazanie.
(...) Od 14 XI 1937 r. do dziś kościół obsługują oo. Redemptoryści z Braniewa. 29 VI 1929 r. po raz pierwszy zagrały w kościele nowe organy. 2 VI 1930 r. sprawiono do kościoła ławki. W 1930 roku, od 13 do 22 II, odbyła się w Nowej Pasłęce pierwsza misja święta, którą przeprowadzili oo. Redemptoryści. 5 V 1933 r. sprawiono dzwon na wieżyczkę – „Maryja – Gwiazda Morza”. W 1939 r. Nowa Pasłęka miała 373 mieszkańców, a Stara Pasłęka 260. Od 1946 r. ludność osiadłą na tutejszym terenie obsługują oo. Redemptoryści polscy z Braniewa. 14 III 1950 r. przy kościele św. Krzyża w Braniewie została erygowana parafia, w skład której weszła N. Pasłęka z jej kościołem filialnym. W latach siedemdziesiątych dokonano przebudowy ołtarza głównego /Zarządzenie Soboru Wat. II/. W latach 1980–81 kościół zewnątrz i wewnątrz gruntownie odremontowano i wymalowano dzięki ofiarności parafian. 22 XI 1981 r. w uroczystość odpustową Matki Bożej Miłosierdzia /Ostrobramskiej/ ks. Dziekan braniewski Stanisław Orłowski poświęcił nową polichromię.

## Galeria zdjęć

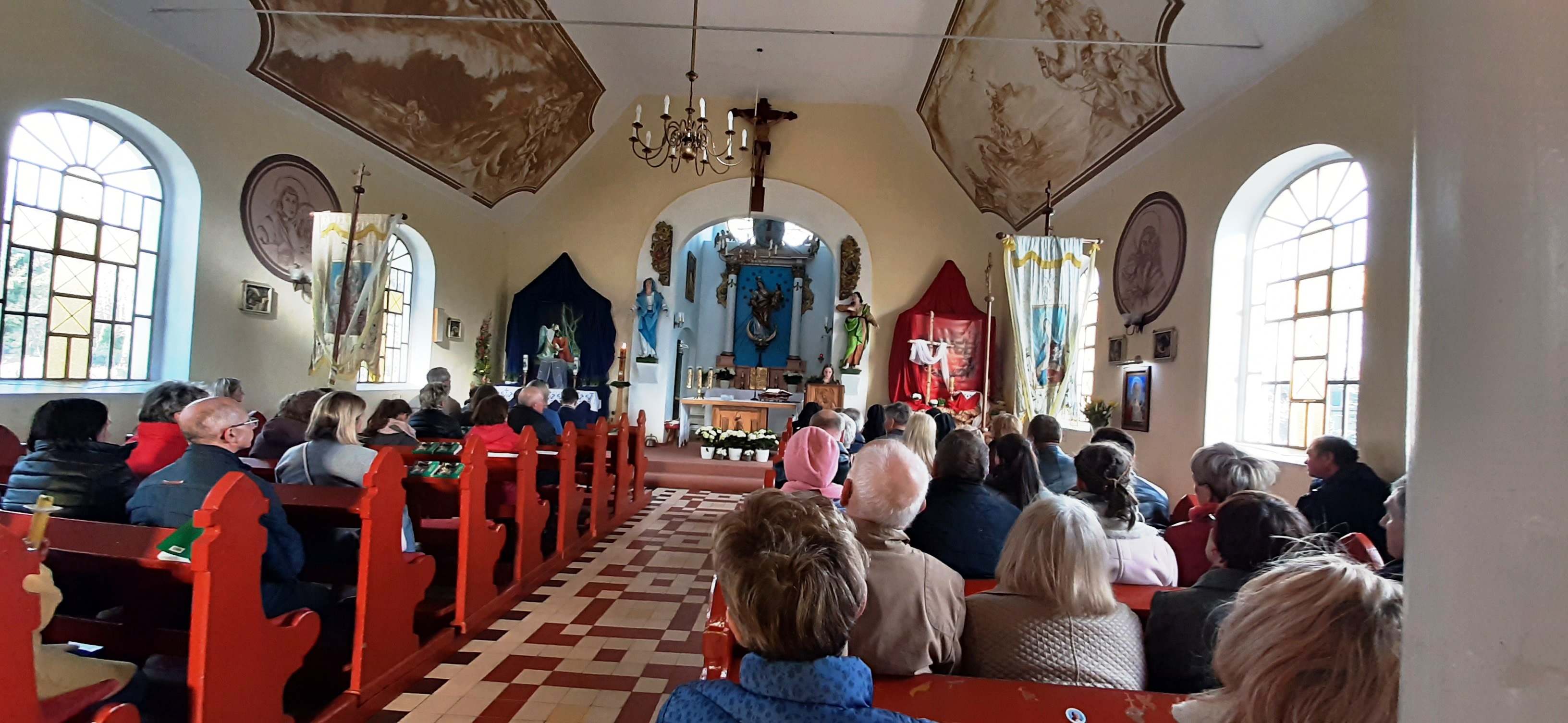
Wnętrze kościoła, Wielka Sobota 2019 roku
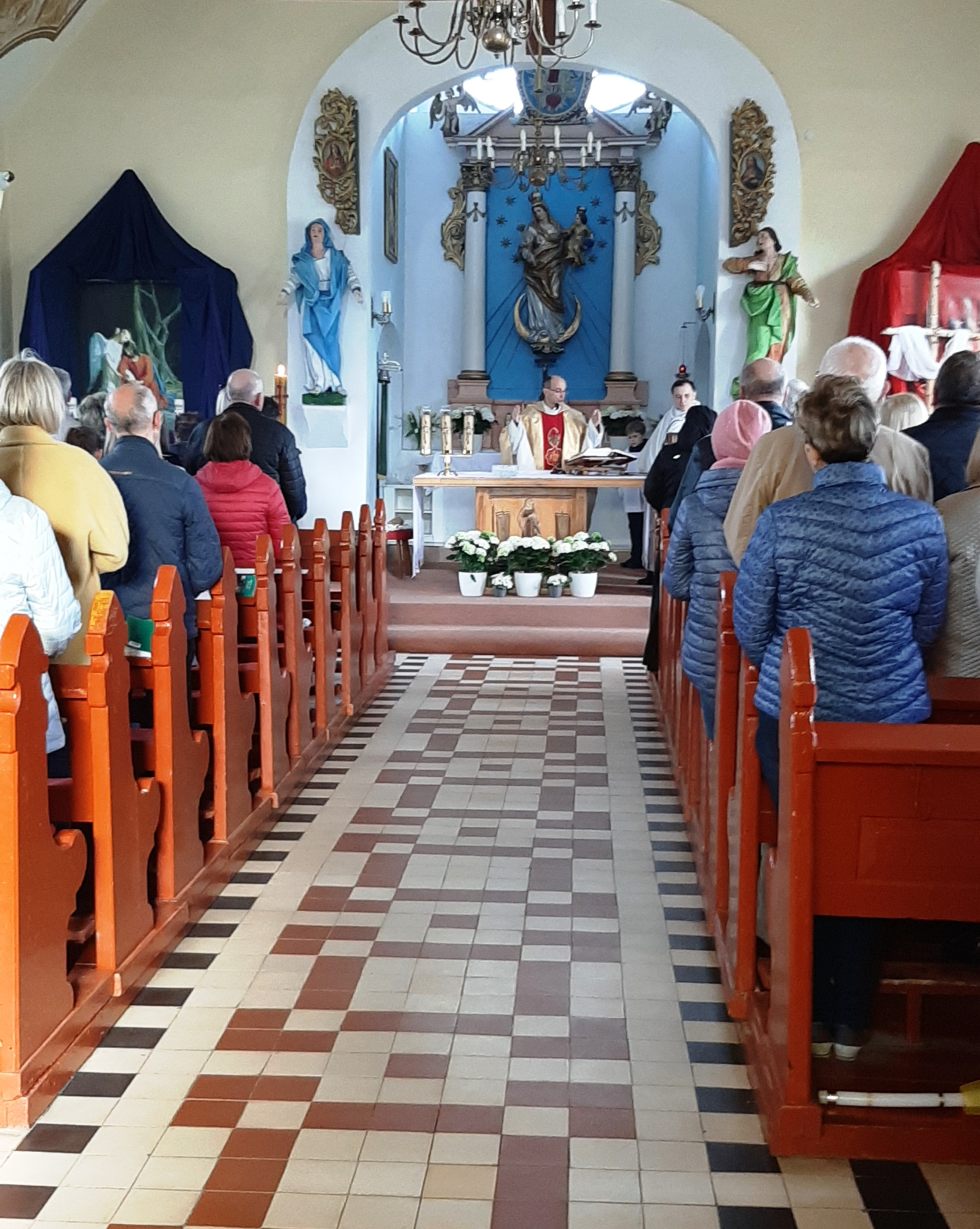
Wnętrze kościoła, Wielka Sobota 2019 roku
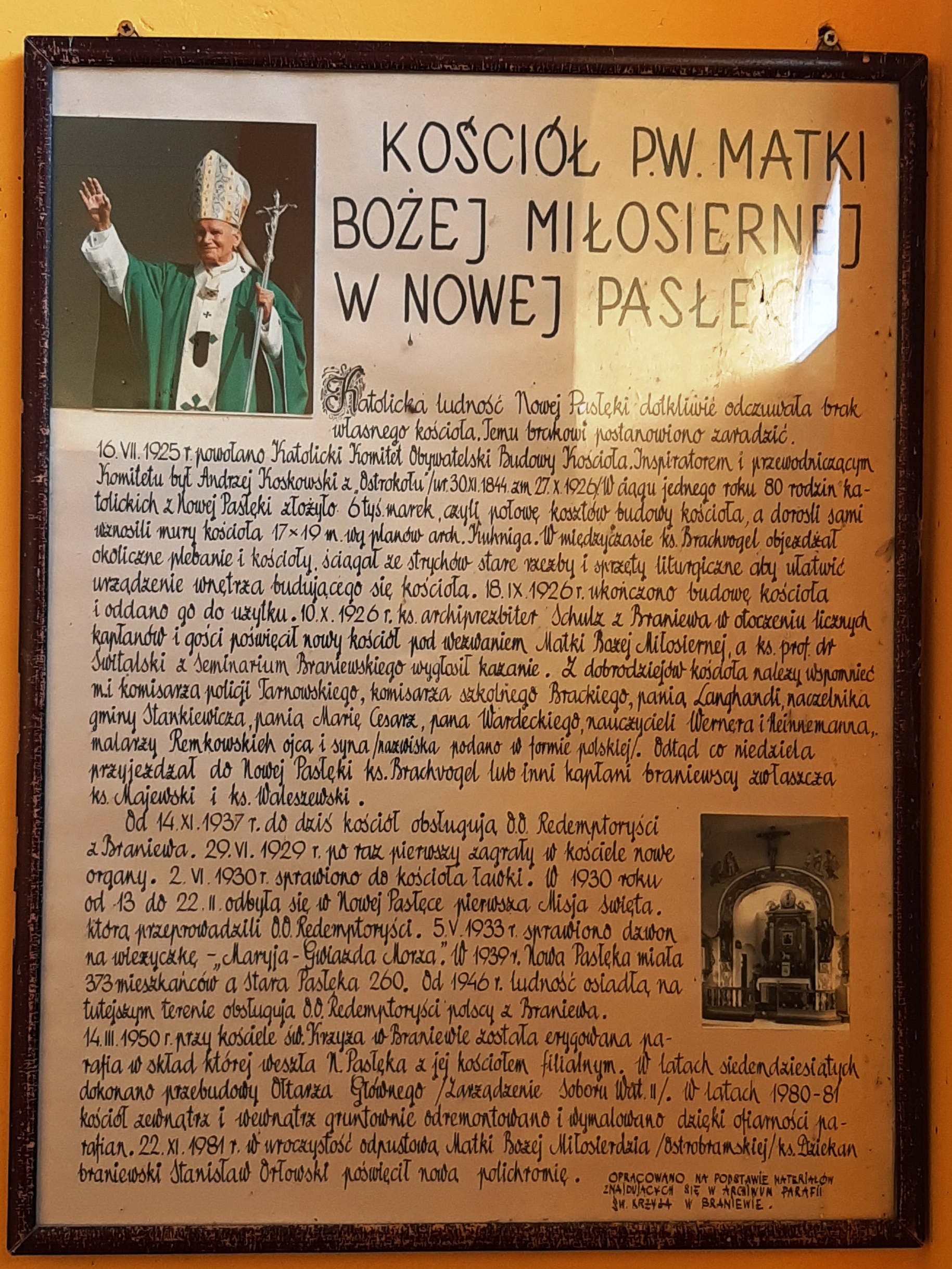
Tablica informacyjna w kruchcie kościoła